# Bazilika Svetog Apolinarija u Classi
Bazilika svetog Apolinarija u Classi (talijanski: Basilica di Sant'Apollinare in Classe) je važan spomenik bizantske umjetnosti u talijanskom gradu Ravenni. Ona je zajedno sa sedam drugih spomenika upisana na UNESCO-ov popis mjesta svjetske baštine u Europi 1996. godine pod imenom: "Ranokršćanski spomenici i mozaici u Ravenni". Bazilika je opisana kao "izvrstan primjer ranokršćanske bazilike u svoj njezinoj čistoći, jednostavnosti dizajna, te uporabe prostora i raskošne prirode njezinih ukrasa".
Bazilika je sagrađena otprilike u isto vrijeme kada i Bazilika svetog Vitalea u Raveni. Građevinu od opeke je podigao biskup Ursin (Ursicino), zahvaljujući novcu grčkog bankara Julijana Argentarija (Iulianus Argentarius). Vjerojatno se nalazila u blizini kršćanskog groblja, a vrlo moguće i ranijeg poganskog, s obzirom na to da su neke nadgrobne ploče rabljene u njezinoj izgradnji. Na njoj je po prvi put narteks vanjskom stranom uklopljen sa središnjim tijelom bazilike čineći zajedničko pročelje uokvireno s dva pilastra (polustupa). Iznutra je klasična trobrodna bazilika čiji brodovi završavaju polukružnom apsidom. Središnja i najveća apsida je bogato ukrašena mozaicima i to motivima inspiriranima tadašnjom borbom protiv arijanizma jer ističe i božansku i ljudsku prirodu Krista (ovu drugu su negirali arijanci): u sredini se nalazi križ s licem Krista okružen diskom nebeskih zvijezda čiju granicu tvore dijamanti, s obje strane se nalaze proroci, Ilija i Mojsije. Ispod je krajolik s drvećem i nizom ovaca (dvanaest kao simboli apostola) u čijem središtu se nalazi sv. Apolinarije raširenih ruku u molitvi.
Baziliku je posvetio biskup Maksimijan Ravenski 8. svibnja 549. god. i posvetio ju prvom biskupu Ravenne i Classe, Svetom Apolinariju. Godine 856. ostaci sv. Apolinarija su prebačene iz ove bazilike u Novu baziliku Svetog Apolinarija (Basilica Sant' Apollinare Nuovo), također u Raveni.
Kampanil (samostalni zvonik) s brojnim polukružnim prozorima je podignut u 9. stoljeću.
- Tlocrt bazilike
- Prilaz bazilici
- Unutrašnjost bazilike
- Ranokršćanski sarkofag
- Sarkofag Ota III.

## Vanjske poveznice
- fotografije
- Virtualni obilazak

### Ostali projekti
|  | Zajednički poslužitelj ima još gradiva o temi Bazilika Svetog Apolinarija u Classi |